# Heinrich Welker
Heinrich Johann Welker (* 9. September 1912 in Ingolstadt; † 25. Dezember 1981 in Erlangen) war ein deutscher Physiker, insbesondere auf dem Gebiet der Halbleitertechnik. 
Eine seiner wesentlichen Entdeckungen waren III-V-Verbindungen (aus Elementen der 3. und 5. Hauptgruppe des Periodensystems) und die Voraussage von deren Halbleitereigenschaften. Mit seiner Arbeitsgruppe bei Siemens untersuchte er alle möglichen Konstellationen, unter anderem Gallium-Arsenid (GaAs) – bis heute ein wichtiger Baustein von Hochfrequenz-Bauteilen oder Halbleiterlasern für die Optoelektronik – und wurde so zum Wegbereiter für Mikrowellen-Halbleiterbauelemente sowie LED und Laserdioden.
Darüber hinaus widmete sich Welker intensiv den Problemen der Leistungselektronik, der Lichtbogentechnik und der optimalen Energienutzung. So entwickelte er bereits 1951 den Spaltvergaser, eine Einrichtung zum Vergasen von flüssigen und flüssigkeitsähnlichen Brennstoffen (z. B. Kohlenstaub) in Reichgase bzw. Spaltgase mit Abgasrückführung, die einen mobilen Antrieb unabhängig von Öl oder Gas ermöglichte. Das Patent darauf wurde jedoch nicht praktisch verwertet.
In Erinnerung an sein Wirken stiftete die Siemens AG nach seinem Tod die Heinrich Welker Medal, die mit dem GaAs Symposium Award kombiniert ist.

## Leben und Wirken

### Herkunft und Ausbildung
Heinrich Welker war der ältere der beiden Söhne des aus der Herzogenauracher Tuchmachertradition stammenden  bayerischen Oberfeldwebels Karl Welker und seiner Ehefrau Berta, geborene Hecht. Beide Jungen besuchten das Humanistische Gymnasium in Ingolstadt. Sein Bruder Karl wechselte zum Studium zur Philosophisch-Theologischen Hochschule Eichstätt und wurde, Beispielen in der Verwandtschaft folgend, katholischer Priester, der vor allem bei der Jugend beliebt war und der mutig gegenüber den Machthabern Standpunkte bezog, aber auch für seine „Firma“ manchmal ein eher unbequemer Mitarbeiter war.
Heinrich liebte es, Geige zu spielen, und interessierte sich mehr für Dinge, die man experimentell nachweisen kann. Also studierte er 1931–1935 in München Mathematik und Physik. Anschließend wurde er wissenschaftlicher Assistent bei Arnold Sommerfeld am Institut für Theoretische Physik an der Universität München. 1936 promovierte er mit einer Arbeit über Wellenmechanik. Danach stellte er Untersuchungen mit Supraleitern an und habilitierte 1939 über ein theoretisches Modell der Supraleitung an der Universität München. Trotz dieser ausgezeichneten Anfangsphase seiner akademischen Laufbahn verließ er aus Gründen politischer Überzeugung die Universität.

### Weiterer Berufs- und Lebensweg
Im Anschluss an seine Zeit an der Universität München war er bei der Drahtlostelegraphischen und Luftelektrischen Versuchsstation Gräfelfing (DVG) tätig. Dort befasste er sich mit Problemen der Ultrakurzwellentechnik. Die DVG wurde im Jahre 1941 Teil des 1937 gegründeten FFO (Flugfunk-Forschungsinstitut Oberpfaffenhofen). 
Im nahegelegenen Starnberg heiratete er am 17. Juli 1941 Elfriede; aus der Ehe gingen drei Kinder hervor. 
Von 1942 bis 1945 war er bei Klaus Clusius am Physikalisch-Chemischen Institut der Universität München tätig. Dort gelang ihm der Nachweis der Halbleitereigenschaften von Germanium, dem „Prototyp des Halbleiters“. Er entwickelte eine Gleichrichteranordnung für hochfrequente elektromagnetische Wellen; das Patent daraus wurde bei Siemens bis Kriegsende für die Herstellung von etwa 10.000 Richtleitern aus Reinstgermanium genutzt. 1945 verfasste er theoretische Arbeiten zur kapazitiven (Kondensator-)Steuerung von Elektronenströmen über eine Isolatorschicht in einer Dreielektroden-Halbleiteranordnung und erarbeitete die erste theoretische Beschreibung des Feldeffekttransistors.
Nachdem Welker sich 1946 zunächst in einem eigenen Ingenieurbüro in Planegg bei München weiter mit Halbleitertechnologie befasst hatte, nahm er ein Angebot der französischen Landesgesellschaft von Westinghouse als Laborleiter in Paris an. Von 1947 bis 1951 entwickelte er dort zusammen mit Herbert F. Mataré Germanium-Dioden und gleichzeitig und unabhängig von den US-amerikanischen Forschern den ersten europäischen Transistor, der am 18. Mai 1949 vorgestellt wurde und „Transistron“ genannt wurde. Mit dieser Auslandserfahrung kehrte er 1951 nach Deutschland zurück und übernahm bei den Siemens-Schuckertwerken in Erlangen im „Allgemeinen Laboratorium“ (ab 1953 „Forschungslaboratorium“) die Leitung der Abteilung Festkörperphysik. Hier gelang ihm die synthetische Erzeugung von III-V-Verbindungen, die zu breiter Ausnutzung von galvanomagnetischen und optoelektronischen Effekten sowie zu neuen Schaltkreisen der Mikroelektronik führten. Unter seiner Leitung wurden diese neuen Halbleitersubstanzen auf Stöchiometrie und chemische Stabilität sowie auf ihre physikalischen Eigenschaften (Aufbau, Schmelztemperatur, Bandabstand und Beweglichkeit) analysiert. Seinerzeit entdeckte er auch die Sperrschichten in Germanium und deren Deutung. Im Jahr 1954 wurde er zum Honorarprofessor an der Universität München berufen.
Welker übernahm 1961 die Leitung des gesamten Forschungslaboratoriums der Siemens-Schuckertwerke in Erlangen und wurde hier zusammen mit der von ihm aufgebauten Forschungsgruppe zum Wegbereiter für Mikrowellen-Bauelemente sowie Lumineszenz- und Laserdioden auf Basis der Verbindungshalbleiter. Ab 1963 fungierte er als Generalbevollmächtigter der Siemens-Schuckertwerke.
Nachdem 1966 die Siemens & Halske AG, Siemens-Schuckertwerke AG und Siemens-Reiniger-Werke AG zur Siemens AG fusionierten, wurden 1969 auch die Forschungslaboratorien in München und Erlangen zusammengefasst und Welker unterstellt. Ab 1973 leitete er die Zentrale Forschung und Entwicklung und ab 1974 als Generaldirektor den Zentralbereich Technik, Zentrale Forschung und Entwicklung der Siemens AG.
Auch nach seiner Pensionierung 1977 war Welker noch weiter in Funktionen und wissenschaftlich tätig – sein Tod am Weihnachtstag 1981 riss den 69-jährigen aus seinen Gedankengängen über das noch offene Problem der Supraleitung in A-15-Phasen.

### Funktionen und Ehrungen
- Mitglied der Europäischen Physikalischen Gesellschaft
- Mitglied der Kuratorien der Max-Planck-Institute

für Kernphysik in Heidelberg
für Metallforschung in Stuttgart
für Chemie in Mainz
- Mitglied im Herausgeber-Kollegium der Zeitschrift „Wissenschaft und Technik“
- Maßgebliche Initiierung der „Physikalischen Blätter“ als einheitliches Sprachrohr der Deutschen Physikalischen Gesellschaft (DPG)

- 1962 Dr.-Ing. E. h. der Technischen Hochschule Karlsruhe
- 1970 VDE-Ehrenring (Verband Deutscher Elektrotechniker)
- 1971 Ordentliches Mitglied der Bayerischen Akademie der Wissenschaften[4]
- 1973 International Prize for New Materials, erstmals verliehen von der American Physical Society für seine Entdeckung der III-V-Verbindungen
- 1976 Erstmals verleiht das International Symposium on Gallium Arsenide and Related Compounds Heinrich Welker zu Ehren die GaAs Symposium Award (danach jährlich) – Berufung in das Verleihungskomitee für die Folgejahre
- Nach seinem Übertritt in den Ruhestand 1977 wurde er 1978–79 zum Präsidenten der Deutschen Physikalischen Gesellschaft berufen. Hier widmete er sich vor allem der Verbesserung der Zusammenarbeit zwischen reiner und angewandter Physik und hat seinem Erfahrungsschatz entsprechend die Diskussion auf dem Gebiet der gesamten Energieproblematik aktiv in Gang gebracht. Seine internationale Anerkennung hat der DPG geholfen, ihre Verbindungen – vor allem zu Wissenschaftlern in den USA – zu vertiefen. Nach Entlastung vom Präsidentenamt wandte er sich erneut wissenschaftlichen Fragestellungen zu und nahm das offene Problem der Supraleitung in A-15-Phasen wieder auf.
- 1978 Heinrich-Hertz-Preis, verliehen von der Universität Karlsruhe und der Badenwerk-Stiftung
- 1978 Aachener und Münchener Preis für Technik und angewandte Naturwissenschaften
- 1979 Ehrendoktor der Universität Genf
- 1982 Nach dem Tode von Heinrich Welker stiftete die Siemens AG die Heinrich Welker Medal, eine Goldmedaille, die mit dem GaAs Symposium Award kombiniert ist und nachträglich auch an dessen frühere Preisträger vergeben wurde (Welker Award).
- Posthum wurde eine Straße im Forschungsgelände von Siemens nach ihm „Welkerweg“ benannt und ihm damit ein Ehrenplatz in ihrer „Walhalla“ im Kreise von Größen wie Albert Einstein, Michael Faraday, Enrico Fermi, Werner Heisenberg zugewiesen.
- Zum 1. Jahrestag seines Todes veranstalteten  die Bayerische Akademie der Wissenschaften, die Ludwig-Maximilians-Universität München, die Deutsche Physikalische Gesellschaft und die Firma Siemens AG ihm zu Ehren ein Gedenkkolloquium, bei dem Otfried Madelung von der Universität Marburg über „Die III-V-Verbindungen und ihre Bedeutung für die Halbleiterphysik“ referierte.

## Über III-V-Verbindungen
Bereits in den 1940er Jahren hatte Heinrich Welker Vorstellungen entwickelt, dass bei Verbindungen von Elementen aus der III. und V. Gruppe des Periodischen Systems der Elemente neue Materialien entstehen müssten, die in ihren Eigenschaften den Elementen der IV. Gruppe – zu denen Silizium und Germanium zählen – ähneln, die sich aber für Halbleiterzwecke noch besser eigneten als die genannten IV-Elemente. Durch die Verbindung Indium – Antimonid konnte er 1951 zeigen, dass hier die Elektronenbeweglichkeit zehnmal größer ist als im Germanium. Da es sich bei der technischen Anwendung von Halbleitern vor allem auf diese Elektronenbeweglichkeit ankommt, war Welker damit der entscheidende Durchbruch gelungen. 
In der Folgezeit wurden in Siemens-Laboratorien alle 16 möglichen Verbindungen erzeugt und auf ihre Eigenschaften hin untersucht. Dabei erwiesen sich zwar nur einige als technisch interessant, diese wenigen (z. B. Gallium-Arsenid GaAs) aber erlangten im Laufe folgenden Jahrzehnte umso größere Bedeutung. Zwar ist das reichlich vorhandene Silizium, das Ende der 50er Jahre seinen Siegeszug antrat, auch heute noch das wichtigste Material. Doch gibt es im Halbleiterbereich auch Dinge, die Silizium nicht kann. Physikalisch so interessante Eigenschaften wie der Gunn-Effekt sind nur bei der speziellen Bandstruktur der III-V-Halbleiter nachgewiesen worden. Deswegen sind die III-V-Verbindungen inzwischen unersetzlich geworden. Man braucht sie für Leuchtdioden (LED) und Displays, für magnetisch steuerbare Halbleiter-Bauelemente, für Foto- und Solarzellen für die optische Nachrichtenübertragung (Diodenlaser) und nicht zuletzt in der Höchstfrequenztechnik. – Siehe auch technische Beschreibung: III-V-Verbindungshalbleiter

## Ausgewählte Veröffentlichungen und Patente
1. H. Welker: Allgemeine Koordinaten und Bedingungsgleichungen in der Wellenmechanik. In: Math. Annalen. 113, 1936, S. 304–319, Online.
2. H. Welker: Über ein elektronentheoretisches Modell des Supraleiters. In: Z. f. techn. Phys. 19, 1938, S. 606–611.
3. H. Welker: Zur Elektronentheorie der Supraleitung. In: Phys. Z.  44, 1943, S. 134–138.
4. H. Welker: Supraleitung und magnetische Austauschwechselwirkung. In: Z. f. Phys. 114, 1939, S. 525–551.
5. H. Welker: Über den Spitzendetektor und seine Anwendung zum Nachweis von Zentimeterwellen. In: Jahrbuch 1941 der deutschen Luftfahrtforschung. S. III/63–68.
6. Patent  DE966387: Elektrische Gleichrichteranordnung mit Germanium als Halbleiter und Verfahren zur Herstellung von Germanium für eine solche Gleichrichteranordnung. Erfinder: K. Clusius, E. Holz, H. Welker (mit Prioritätsdaten 2. bzw. 3. Oktober 1942).‌
7. Patent  DE980084: Halbleiteranordnung zur kapazitiven Steuerung von Strömen in einem Halbleiterkristall. Angemeldet am 6. April 1945, Erfinder: H. Welker.‌
8. Patent  DE970420: Einrichtung zum Vergasen von flüssigen bzw. flüssigkeits-ähnlichen Brennstoffen. Angemeldet am 10. März 1951, Erfinder: H. Welker.‌
9. Patent  DE844373: Einrichtung zum Vergasen von flüssigen bzw. flüssigkeits-ähnlichen Brennstoffen. Angemeldet am 20. September 1951, Anmelder: Heinrich Ostwald, Erfinder: k. A. (in Verbindung mit Patent  DE2147220: Spaltvergaser zum Betrieb von Verbrennungskraftmaschinen. Angemeldet am 22. September 1971, Erfinder: H. Welker, A. Michel, Ch. Koch.‌).‌
10. H. Welker: Über neue halbleitende Verbindungen. In: Z. f. Naturforschung. 7a, 1952, S. 744–749 und 8a, 1953, S. 248–251.
11. H. Welker: Semiconducting Intermetallic Compounds. In: Physica. 20, 1954, S. 893–909.
12. H. Welker: Zur Theorie der galvanomagnetischen Effekte bei gemischter Leitung. In: Z. f. Naturforschung. 6a, 1951, S. 184–191.
13. E. Weißhaar, H. Welker: Magnetische Sperrschichten in Germanium. In: Z. f. Naturforschung. 8a, 1953, S. 681–686.
14. H. Welker: Zielsetzungen und Schwerpunkte der Arbeit des Forschungslaboratoriums der Siemens-Schuckertwerke. In: Siemens-Z. 39 (1965) S. 421–429.
15. H. Welker: Aspekte der industriellen Forschung. In: Siemens-Z. 48, 1974, S. 970–973.
16. H. Welker: Neue Dimensionen der Physik durch Kommunikation und Informatik. Eröffnungsansprache des Präsidenten der DPG auf der 42. Physikertagung 1978 in Berlin. In: Phys. Bl. 34, 1978, S. 558–565. doi:10.1002/phbl.19780341202